# Ночь пресмыкающихся
«Ночь кошмаров» (англ. Night of the Creeps), также известный как «Ночь ползучих тварей» или «Ночь пресмыкающихся» — американский фильм ужасов 1986 года, снятый Фредом Деккером. Фильм примечателен тем, что, являясь фильмом категории B, отдает дань уважения всему жанру ужасов: в основном сюжете фильма фигурируют зомби, однако присутствуют элементы слэшера и фильмов об инопланетном вторжении.

## Сюжет
Паразиты мозга пробираются в головы людей через рот, превращая их в ужасных зомби. Команда подростков начинает с ними борьбу.

### Концовки

#### Театральная
После того, как главные герои остановили орду, Крис замечает слизней, мчащихся к подвалу. Синтия рассказывает, что в подвале женского общежития находятся образцы мозгов для урока биологии. В подвале они находят огромную кучу слизней и детектива Кэмерон со скотчем на рту, готовящего канистру с бензином. Детектив Кэмерон начинает обратный отсчет, разбрызгивая бензин, а Крис ведёт синхронный отсчет с ним, пока он и Синтия выбегают из дома. Затем Кэмерон открывает клапан газопроводной трубы, привлекая внимание слизняков. Как только паразиты бросаются на Кэмерона, он достает зажигалку и взрывает дом. Крис и Синтия целуются, наблюдая за горящим домом. Фильм заканчивается, когда заражённая собака, вызвавшая аварию автобуса, подходит к Синтии. Когда она наклоняется к собаке, последняя выплевывает паразита в Синтию.

#### Оригинальная (Альтернативная)[2]
Задействована в DVD и Blu-ray версиях фильма. После поцелуя Криса и Синтии камера демонстрирует мчащиеся к горящему зданию полицейские машины. Мимо них бродит обугленный и зомбированный Кэмерон который, всё ещё куря сигарету, внезапно останавливается и падает на землю. Его голова раскрывается, слизняки вырываются наружу и уползают на ближайшее кладбище. Свет прожектора космического корабля освещает кладбище.

## В ролях
Кроме того, что учебное заведение «Университет Корман» назвал в честь Роджера Кормана, персонажи картины также получили свои имена в честь режиссёров фантастического кино и фильмов ужасов:
- Джейсон Лайвли — Крис Ромеро (в честь режиссёра Джорджа А. Ромеро)
- Джилл Уитлоу — Синтия Кроненберг (в честь Дэвида Кроненберга)
- Том Аткинс — Рэй Кэмерон (в честь Джеймса Камерона)
- Стив Маршалл — Джеймс «Джей-Си» Карпентер (в честь Джона Карпентера и Тоба Хупера)
- Уолли Тейлор — Детектив Лэндис (в честь Джона Лэндиса)
- Брюс Соломон — Сержант Рэйми (в честь Сэма Рэйми)
- Роберт Кино — Мистер Майнер (в честь Стива Майнера)
- Дэвид Оливер — Стив
- Роберт Керман — полицейский с фонариком

## Неофициальный сиквел
«Город Зомби» (2007) был продан в некоторых регионах как продолжение фильма. Например, в Германии под названием Night of the Creeps 2: Zombie Town («Ночь кошмаров: Город Зомби»).